# Independent Media Center

Logo de Indymedia

El Independent Media Center (Centro de Medios Independientes en español), también conocido como Indymedia o IMC) es una red global participativa de periodistas independientes que informan sobre temas políticos y sociales. Esta red fue creada en 1999 durante las manifestaciones contra la cumbre de la OMC en Seattle y, aunque oficialmente no aboga por ningún punto de vista en particular, está estrechamente relacionado con el movimiento antiglobalización. Indymedia utiliza un proceso de publicación abierto y democrático en el que cualquiera puede contribuir.
Indymedia se organiza como una red de distintos centros de medios independientes que se organizan por países, ciudades u otro tipo de regiones.

## Principios de Indymedia
La red Indymedia y cada uno de sus nodos se basa en unas prácticas y unos principios compartidos que, inspiradas originalmente en las prácticas del activismo estadounidense de filiación anarquista y hacker, se han ido reconfigurando hacia una orientación cada vez más de izquierda socialista. También presentan otros rasgos ideológicos del tipo antimilitar y fuertemente anticapitalista. Además apoyan a los movimientos homosexuales y por la igualdad de sexos.
En este sentido, la red no se entiende como un ente centralizado, sino como la unión de nodos (Centros de Medios Independientes) autónomos pero con unos principios comunes.

## Historia

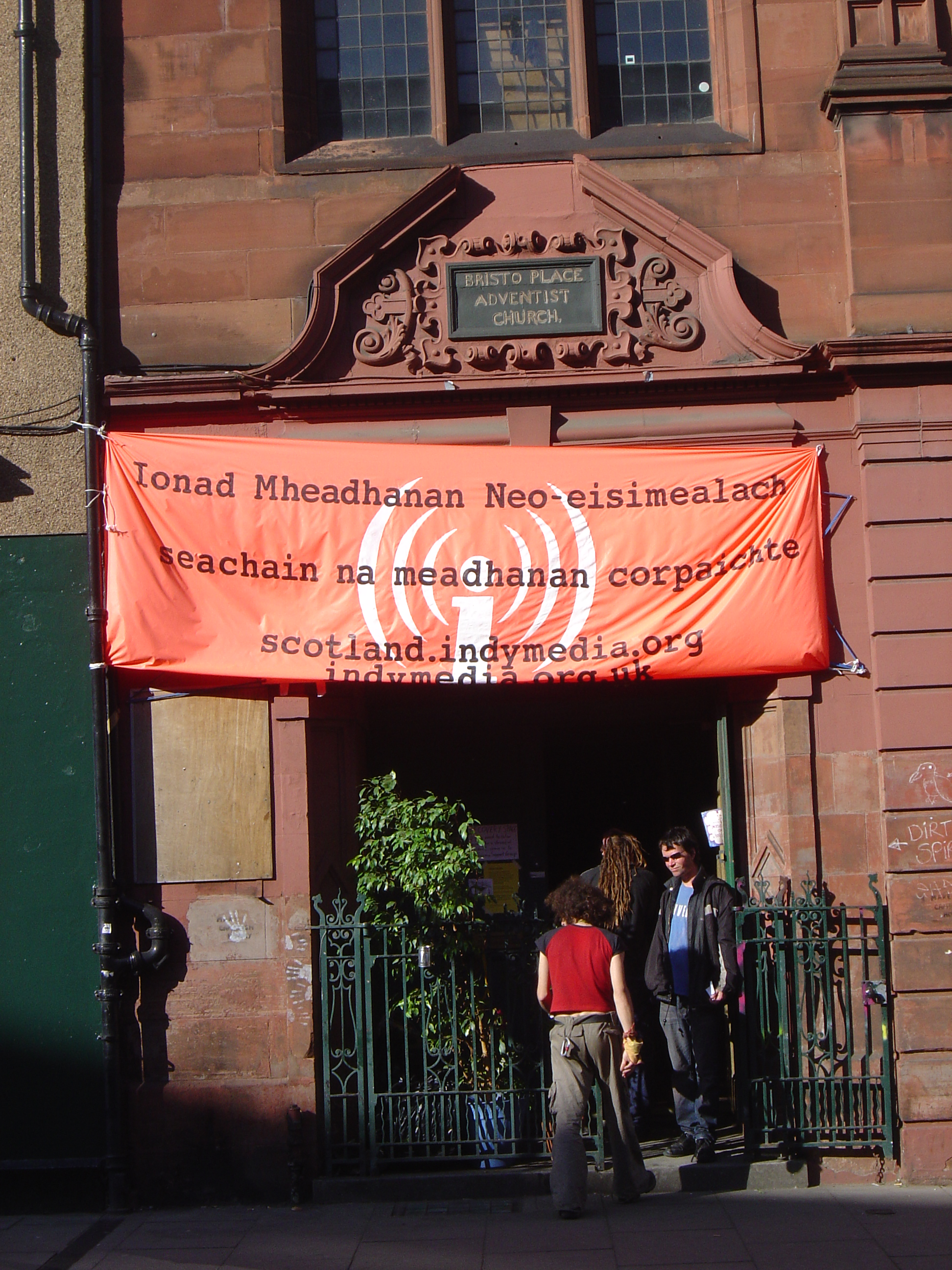
Sede temporal de Indymedia en Edimburgo en 2005, dispuesta para cubrir las protestas contra la 31.ª Cumbre del G8.

### Origen
Los orígenes de Indymedia se remontan a la protesta por la justicia global Carnaval contra el Capital, que tuvo lugar en 43 países el 18 de junio de 1999. Activistas de distintos países se habían puesto en contacto mediante Internet, y habían visto el potencial que tenía para la publicación de contenidos. Se podía informar sobre los últimos acontecimientos al momento, sin necesidad de intermediarios ni de los medios de comunicación dominantes. Los activistas planificaron la creación de un Centro de Medios Independientes que cubriera las movilizaciones contra la Cumbre de Seattle previstas para noviembre de ese año. El software de publicación abierta utilizado por el centro fue desarrollado a partir del que ya se empleó para informar sobre el carnaval en Sídney.
A finales de noviembre de 1999, el primer proyecto Indymedia estaba preparado para cubrir las protestas contra la Cumbre de la OMC en Seattle (EE. UU.). Actuó como un medio de información alternativa que publicaba información actualizada sobre las movilizaciones. También produjo un periódico y cinco documentales.

### Crecimiento
Después de Seattle, la idea se expandió rápidamente, y con ella la red. Surgieron nuevos nodos de Indymedia ligados a eventos "antiglobalización" o "altermundistas", primero en ciudades de Canadá y Europa, y a continuación, independientemente de los grandes eventos, en otros países, regiones o ciudades. En 2002 había 89 sitios web de Indymedia en 31 países. El número de centros activos creció de 142 en 2004 a 175 en 2010.

### Declive
Sin embargo, para 2014, la red había decaído significativamente, y el número de sitios activos se había reducido a 68. En un artículo publicado en la revista académica Convergence, Eva Giraud expuso varios de los motivos propuestos por académicos y activistas para explicar el declive: jerarquía informal, burocracia, problemas de seguridad (tales como el registro de direcciones IP), la falta de implicación con organizaciones locales, la falta de política de clase, el aumento del uso de la web 2.0 y las redes sociales, la falta de desarrollo del sitio web, la disminución del número de voluntarios y el declive del movimiento por la justicia global.
Un antiguo colaborador del sitio de contrainformación SchNEWS citó el auge de las redes sociales corporativas y la compartimentación de Internet en unos pocos jardines vallados a costa de la privacidad de los usuarios, y por extensión a costa de sitios como Indymedia.

## Tecnología
Indymedia fue el producto de la alianza entre activistas tecnológicos - hackers - y activistas mediáticos tradicionales, que empiezan a trabajar conjuntamente a finales de la década de los 90, simbolizando el acceso de los movimientos sociales en Internet.
Indymedia Seattle aprovechó las innovaciones tecnológicas introducidas por PHP, un nuevo lenguaje de programación, que permitía entre otras cosas, la publicación abierta e interactiva en internet. El sistema ya había sido utilizado anteriormente en un gran Reclaim the Streets celebrado en Londres en 1998, y fue desarrollado por hackers australianos para Seattle, en colaboración con las redes sociales que coordinaron la organización de lo que se llamó la Batalla de Seattle.
Lo novedoso del modelo Indymedia en internet es que —aun cuando en algunos sitios web cualquiera puede publicar sin pedir permiso a nadie— el sitio Indymedia.org fue pionero en agrupar, dar visibilidad y facilitar la publicación de la información textual y multimedia generada por las personas y grupos activistas que participaban en las protestas, rompiendo así el cerco mediático de los medios corporativos. La rotura de este cerco y el consiguiente éxito de esta histórica primera gran protesta contra la OMC, fue en parte debido a esta nueva herramienta. Su sistema de publicación abierta es uno de los precursores de los blogs y los sistemas de publicación colaborativos.

## Ataques a la red Indymedia
En cumbres posteriores como la Contracumbre del G8 en Génova en 2001, el Centro de Medios Independientes de Indymedia fue asaltado por la policía llevándose numeroso material gráfico con pruebas de los numerosos y documentados abusos policiales durante la cumbre, como el asesinato del activista Carlo Giuliani. Asimismo, Indymedia elaboró un documental sobre la contracumbre de Génova.
En 2004, la policía británica, siguiendo instrucciones del FBI[cita requerida], requisó el servidor en Londres donde estaban alojados diversos indymedia como Indymedia de Amazonia, Uruguay, Andorra, Polonia, Niza, Massachusetts, Nantes, Lilles, Marsella, Lieja, Flandes, Amberes, Belgrado, Portugal, Praga, Galicia, Italia, Brasil, Reino Unido y Alemania.
También se conocen distintos procesos legales contra activistas de la red por diversos motivos, tales como las denuncias por el contenido de imágenes o vídeos publicados mediante el sistema de publicación libre, la petición de datos sobre usuarios que han accedido o publicado en el sistema para posibles acciones legales, etc.
El 27 de octubre de 2006 durante enfrentamientos en la ciudad de Oaxaca México, fue asesinado Brad Will, reportero y camarógrafo de esta red mientras cubría la noticia, por policías que estaban de civil disparando contra la población armada solo con palos y piedras.

## Reconocimientos
- En 2008, el grupo brasileño de derechos humanos Tortura Nunca Mais (tortura nunca más en portugués), otorgó a Indymedia y Brad Will la Medalha Chico Mendes de Resistência por su lucha por los derechos humanos y por una sociedad más justa .